# Godyris mantura
Godyris mantura är en fjärilsart som beskrevs av William Chapman Hewitson 1876. Godyris mantura ingår i släktet Godyris och familjen praktfjärilar. Inga underarter finns listade i Catalogue of Life.

## Bildgalleri

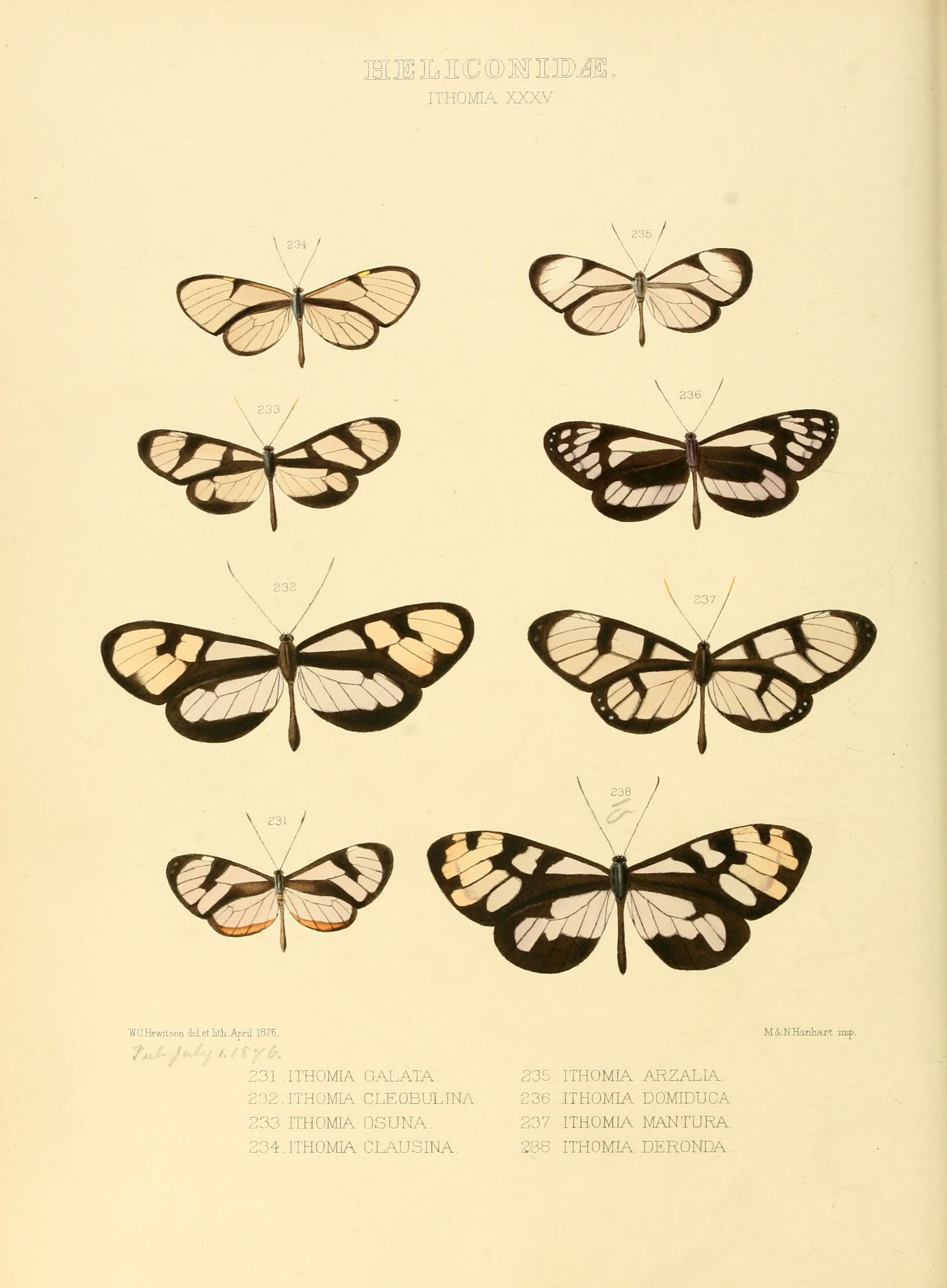